# دانکرک

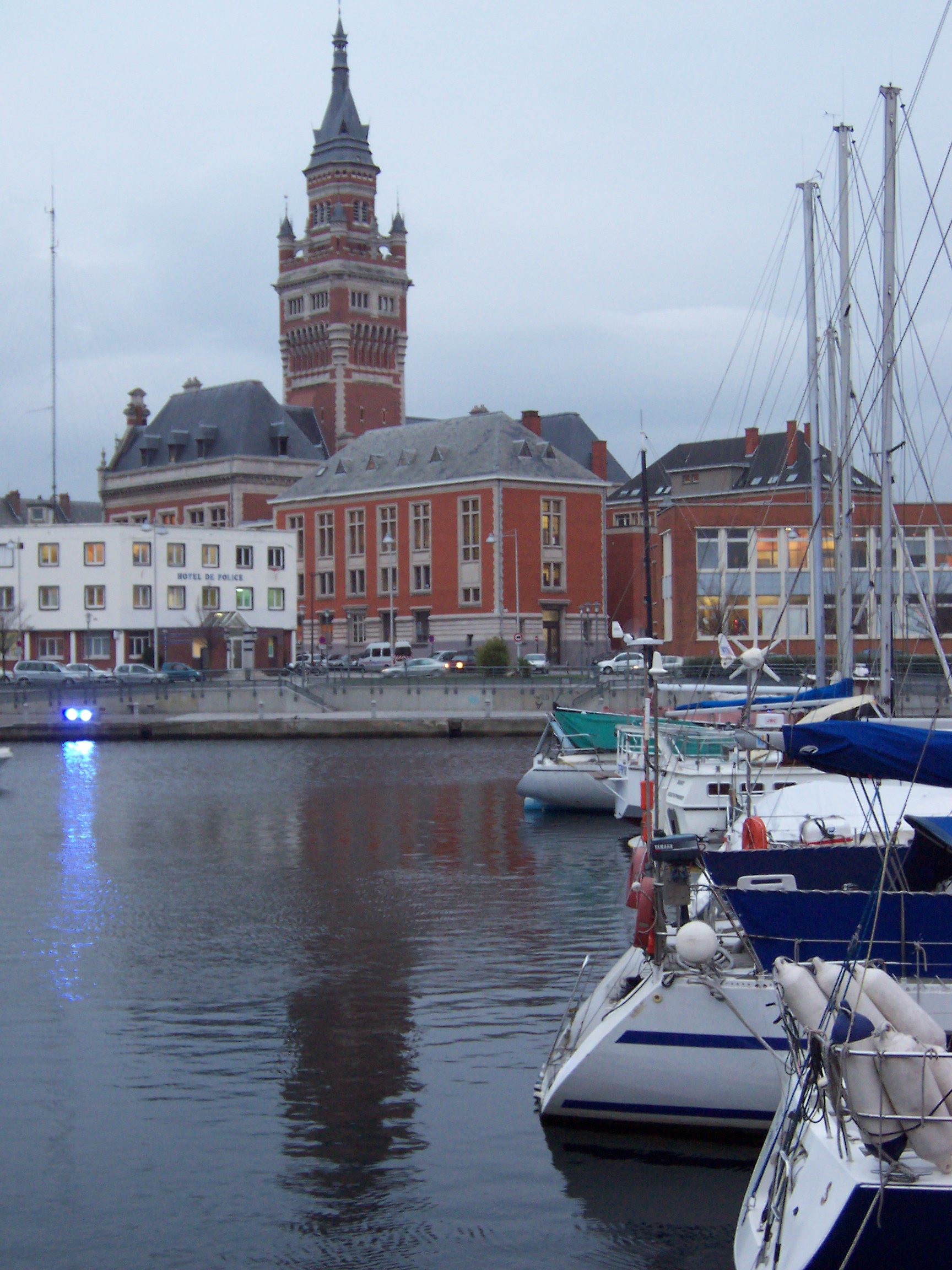
دانکرک

دانکرک (به فرانسوی: Dunkerque) شهری در در شمال فرانسه است. این شهر ۱۰ کیلومتر با مرز بلژیک فاصله دارد. بر اساس سرشماری سال ۲۰۰۴ این شهر ۷۱۳۰۰ نفر جمعیت دارد.

## نام
نام دانکرک در زبان فلاندری غربی مشتق شده از کلمات دان (dune) به معنی تپه ماسه‌ای و کِرک (kerke) یا همان (church) به معنی کلیسا است که با هم به معنی «کلیسا بر روی تپه ماسه‌ای» می‌شود. دانکرک شمالی‌ترین شهر فرانسوی جهان است.

## اقتصاد
دانکرک سومین بندرگاه بزرگ فرانسه پس از مارسی و لو آور است. به عنوان یک شهر صنعتی به شدت به فولاد، پالایشگاه نفت، کشتی‌سازی و صنایع شیمیایی وابسته است.

## نگارخانه

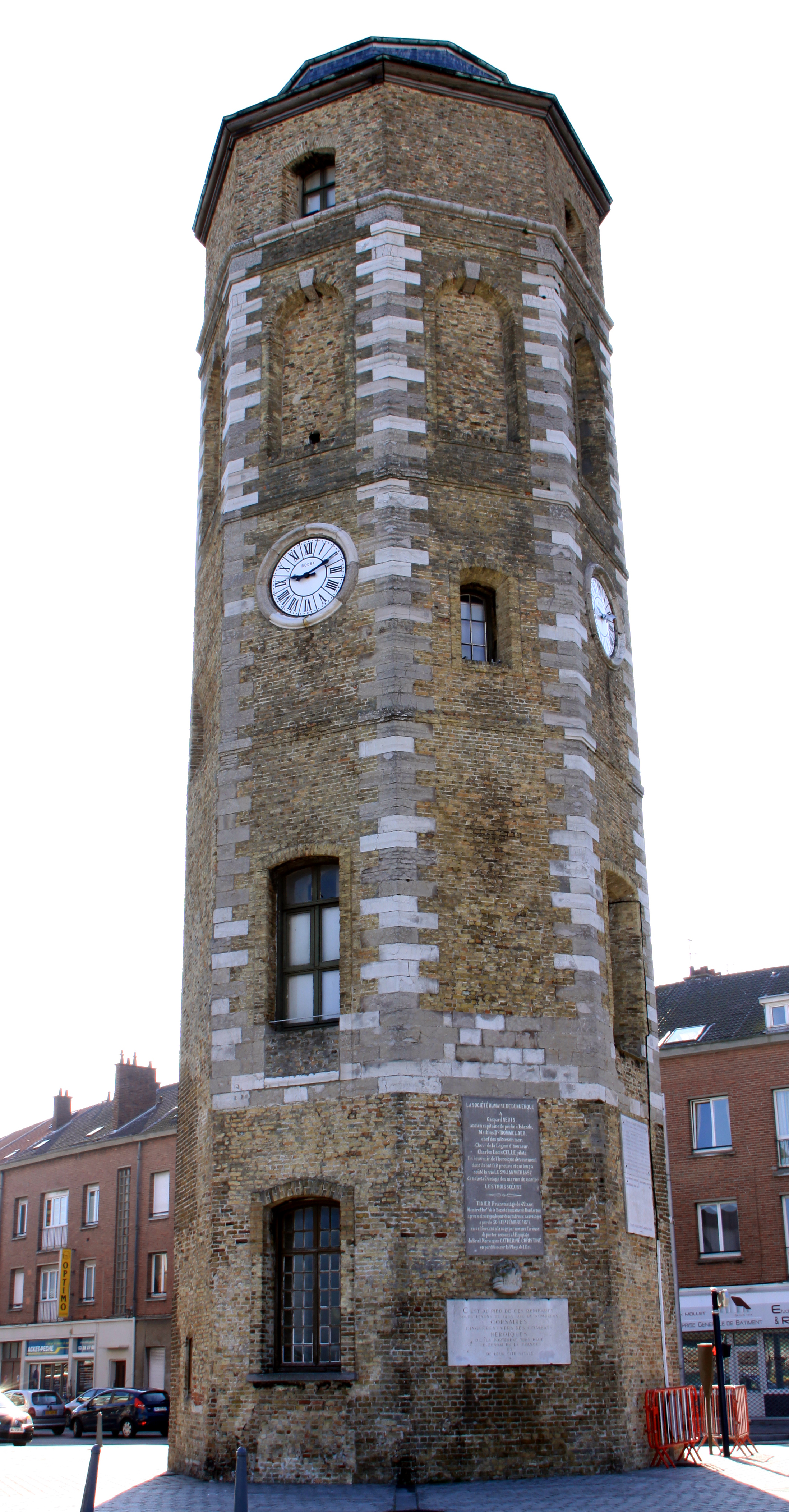
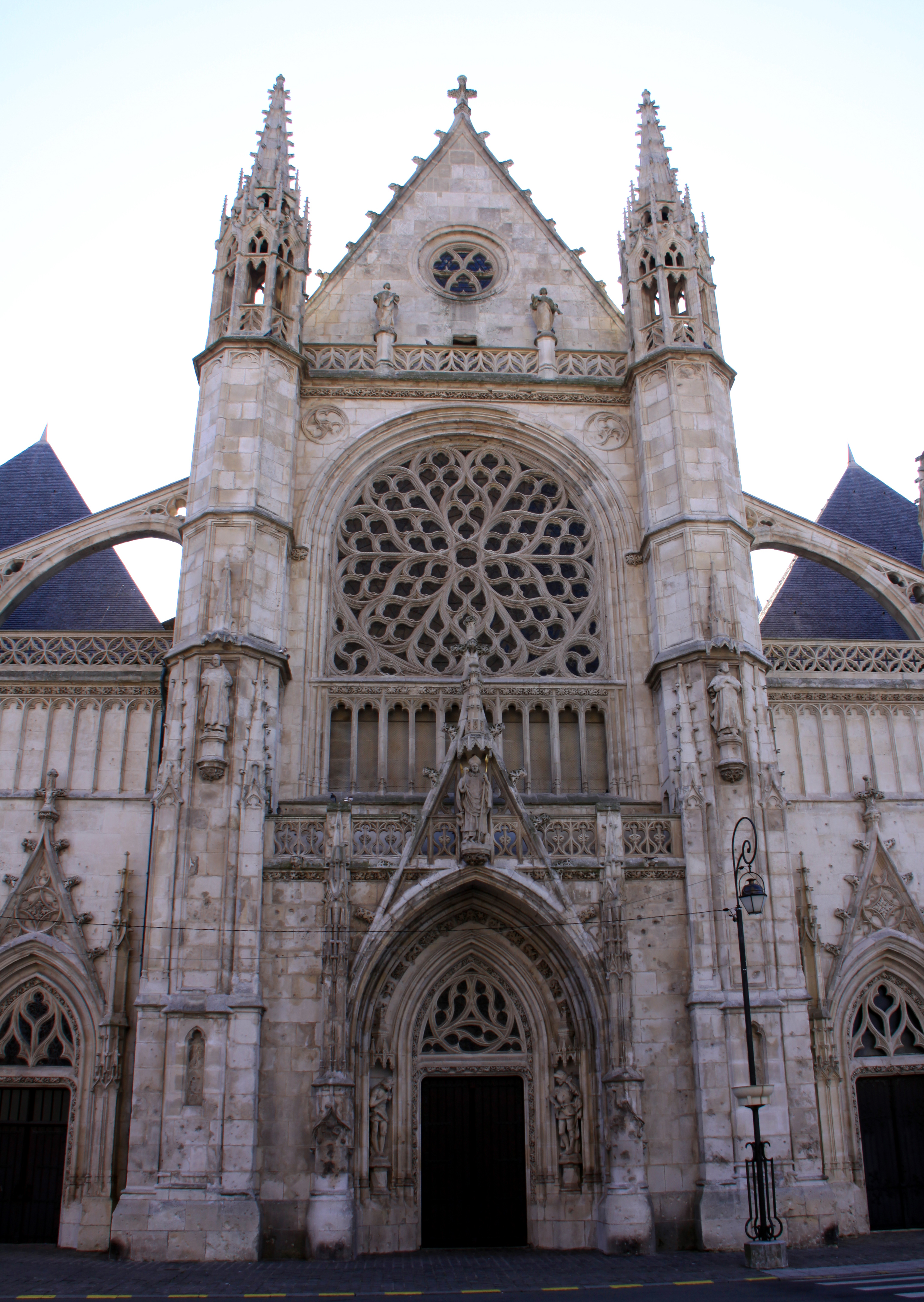
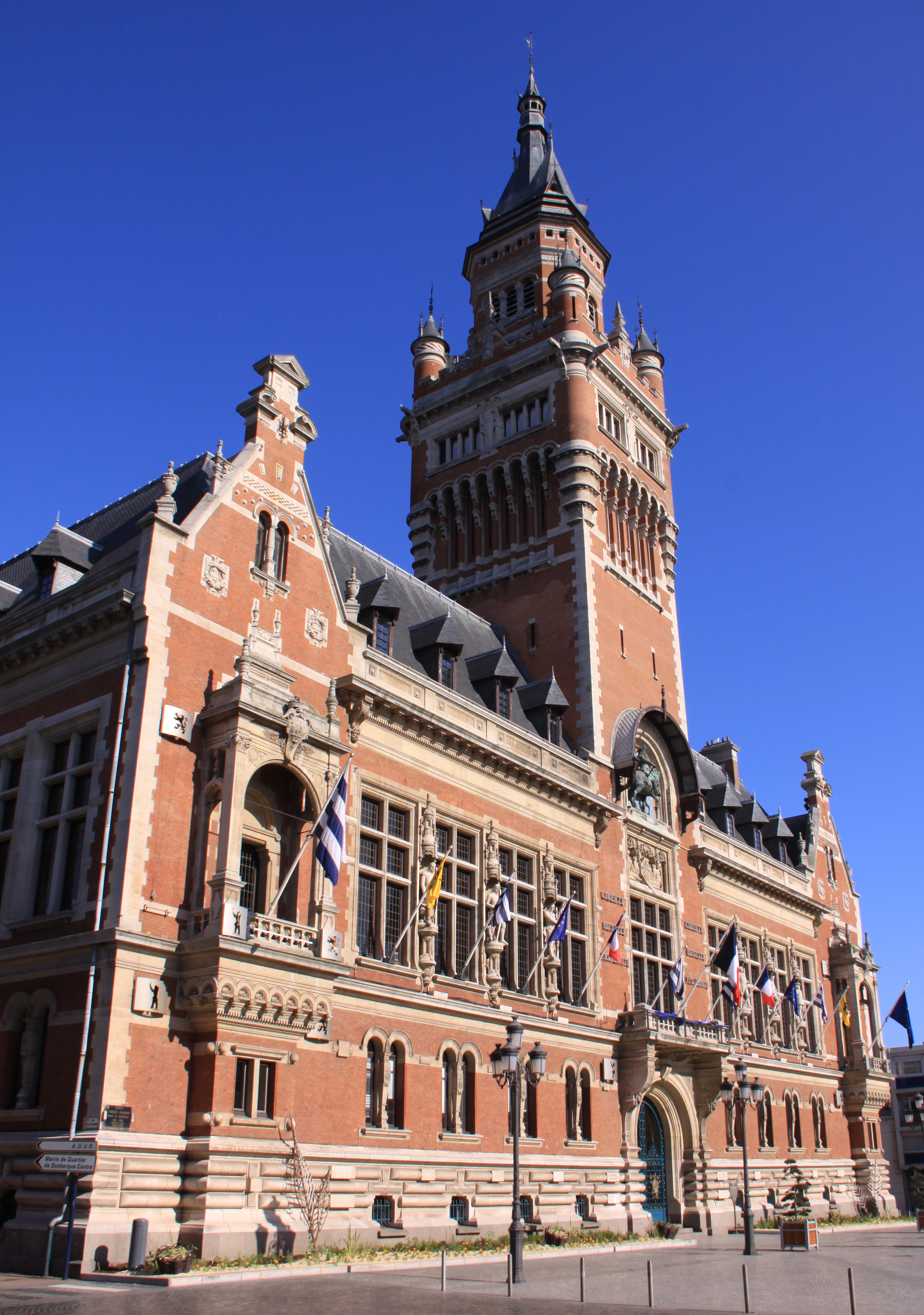
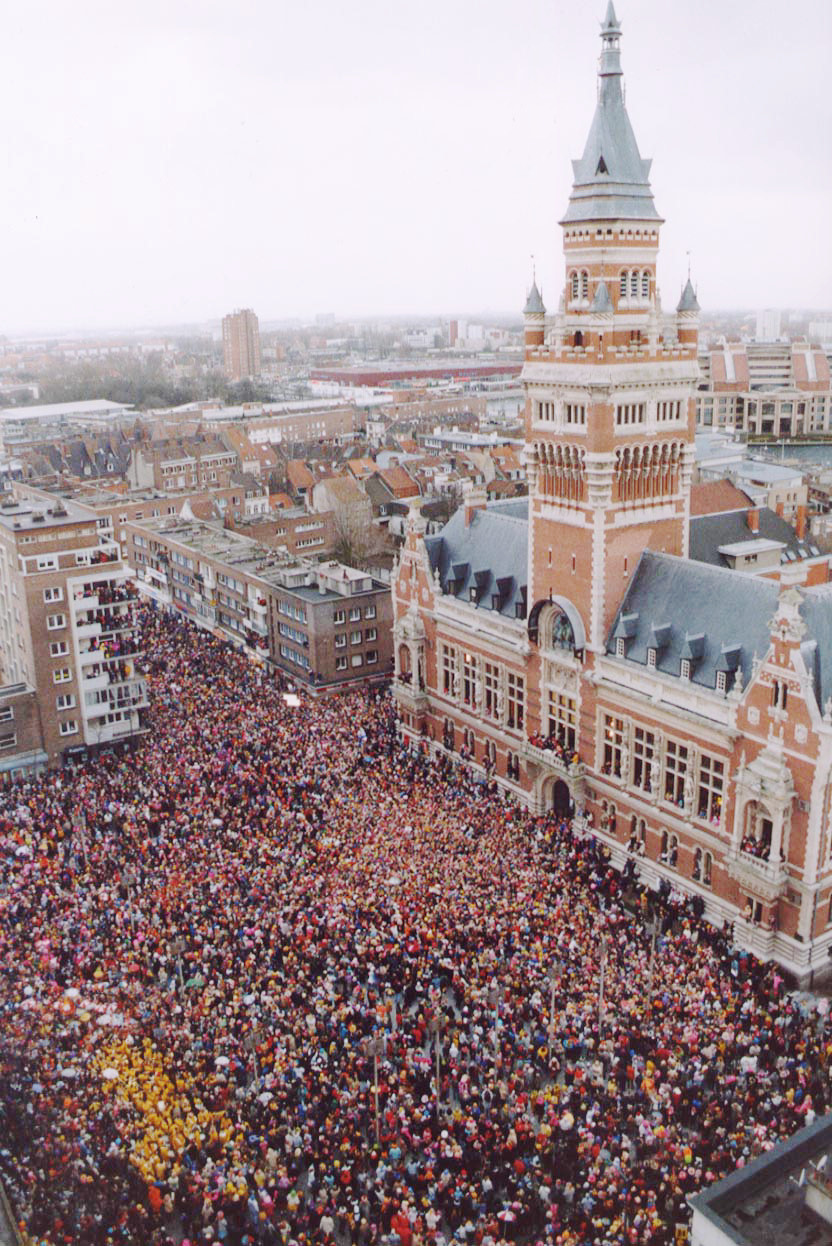
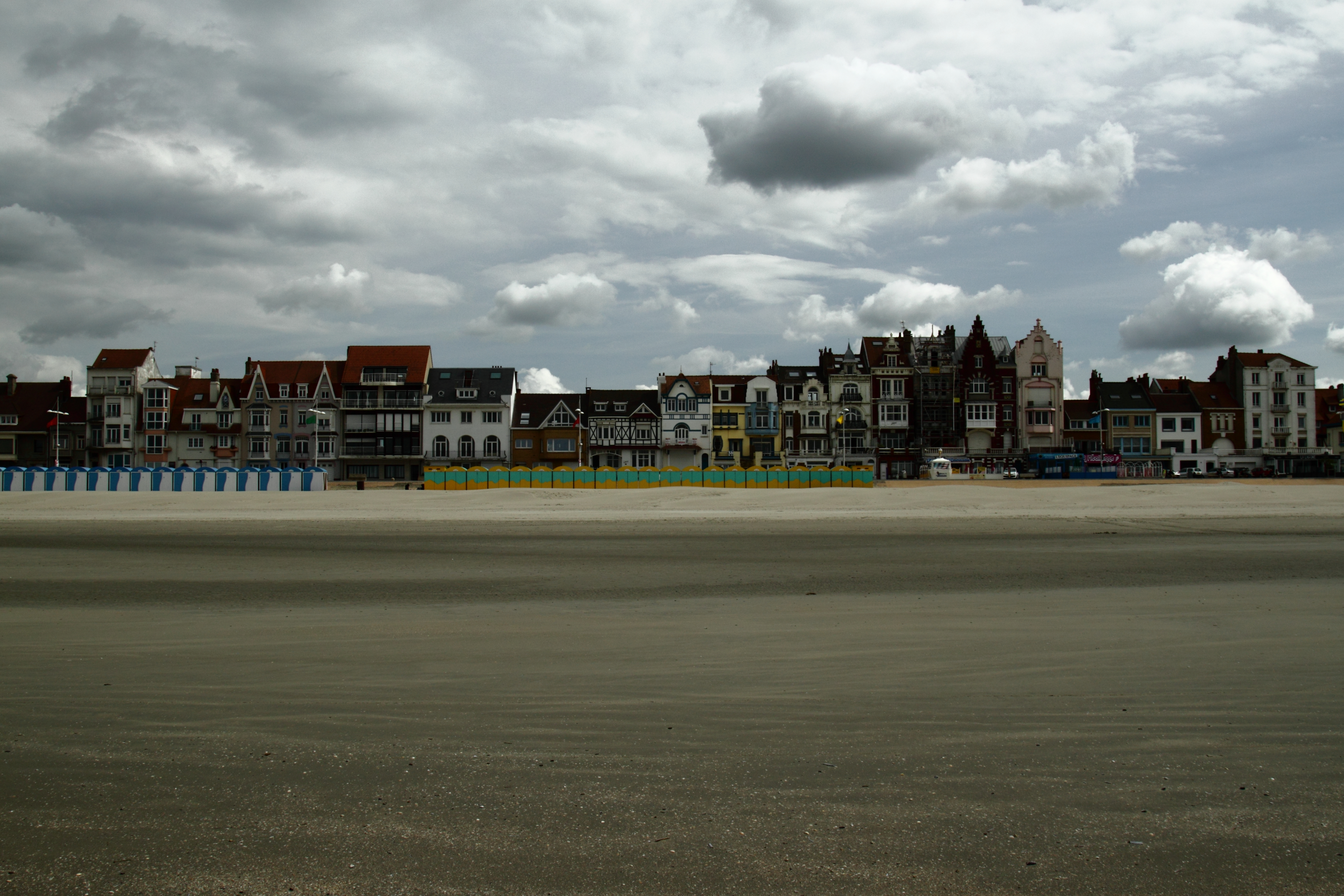

## خواهرخواندگی
- کرفلد،  آلمان
- میدلزبرو،  بریتانیا
- غزه،  تشکیلات خودگردان فلسطین
- ریگا،  لتونی
- لیبرتس،  جمهوری چک
- روستوک،  آلمان
- ویتوریا،  برزیل
- کرومبا،  برزیل
- رمت هشارون،  اسرائیل
- کینگهوانگداو،  چین